# Arabischer Super Cup
Der Arabische Super Cup (englisch Arab Super Cup) war ein Fußballwettbewerb für Vereinsmannschaften der Arabischen Welt, der von der Union of Arab Football Associations (UAFA) organisiert und von 1992 bis 2001 achtmal ausgespielt wurde. Bei der Erstaustragung 1992 handelte es sich nach derzeitiger Quellenlage um eine inoffizielle Austragung. Teilnahmeberechtigt waren jeweils die Finalisten des Arab Club Champions Cup und des arabischen Pokalsieger-Wettbewerbs des Vorjahres. Gespielt wurde jeweils in einer einfachen Ligarunde Jeder gegen Jeden in einer Stadt. Nachdem 2002 beide Wettbewerbe erst zum Prince Faisal bin Fahad Tournament und in der Folge zur Arabischen Champions League zusammengeführt wurden, war seine Austragung obsolet.

## Die Endspiele und Sieger
| Jahr                            | Spielort   | Sieger           | Ergebnisse | 2. Platz            |
| ------------------------------- | ---------- | ---------------- | ---------- | ------------------- |
| 1992                            | Casablanca | Wydad Casablanca | Ligaformat | al-Hilal            |
| 1993 und 1994 nicht ausgetragen |            |                  |            |                     |
| 1995                            | Riad       | al-Shabab        | Ligaformat | al-Hilal            |
| 1996                            | Tunis      | Espérance Tunis  | Ligaformat | al-Riyadh SC 1      |
| 1997                            | Casablanca | al-Ahly SC       | Ligaformat | Olympique Khouribga |
| 1998                            | Tunis      | al-Ahly SC       | Ligaformat | Club Africain Tunis |
| 1999                            | Damaskus   | MC Oran          | Ligaformat | al-Dschaisch        |
| 2000                            | Amman      | al-Shabab        | Ligaformat | al-Faisaly          |
| 2001                            | Damaskus   | al-Hilal         | Ligaformat | al-Nassr            |

### Ranglisten
| Rang | Klub             | Titel | Jahr(e)    |
| ---- | ---------------- | ----- | ---------- |
| 1    | al-Ahly SC       | 2     | 1997, 1998 |
| 1    | al-Shabab        | 2     | 1995, 2000 |
| 3    | Wydad Casablanca | 1     | 1992       |
| 3    | al-Hilal         | 1     | 2001       |
| 3    | Espérance Tunis  | 1     | 1996       |
| 3    | MC Oran          | 1     | 1999       |

| Rang | Land          | Titel |
| ---- | ------------- | ----- |
| 1    | Saudi-Arabien | 3     |
| 2    | Ägypten       | 2     |
| 3    | Algerien      | 1     |
| 3    | Marokko       | 1     |
| 3    | Tunesien      | 1     |

| Rang | Kontinent | Titel |
| ---- | --------- | ----- |
| 1    | Afrika    | 5     |
| 2    | Asien     | 3     |